# Ritratto di mia sorella e figura picassiana contrapposta
Ritratto di mia sorella e figura picassiana contrapposta è un dipinto a olio su tela di 104 × 75 cm realizzato tra il 1923 ed il 1924 dal pittore spagnolo Salvador Dalí.
È conservato nel Salvador Dalí Museum di Saint Petersburg (Florida).
La tela mostra due volti contrapposti: in alto la sorella Aña, al cui volto si contrappone quello più geometrico tipicamente picassiano della cugina Monserrat.